# 14 Lacertae
14 Lacertae è una stella della costellazione della Lucertola, situata nella parte centrale della costellazione, a soli 8 minuti in Ascensione Retta dalla costellazione di Andromeda.
È una binaria spettroscopica, nota come HDS 3244; la sua compagna è di magnitudine 9,3, classe spettrale F9 IV, separata dalla primaria da 0,4 secondi d'arco, con un angolo di posizione fra 12° e 192°, misurata in 2 osservazioni fra il 1991 e il 1994.
È anche una stella variabile binaria ad eclisse del tipo EB/DM, con nome V0360 Lac, con oscillazioni di magnitudine da 5,91 a 5,98, compiute in 10,08541 giorni.

## Fonti
- (EN) Cataloghi stellari, su alcyone.de. URL consultato il 13 gennaio 2008 (archiviato dall'url originale il 4 marzo 2016).
- (EN) Scenta, su scenta.co.uk. URL consultato il 13 gennaio 2008 (archiviato dall'url originale il 6 ottobre 2008).
- (EN)  Properties and nature of Be stars. Astronomy and Astrophysics, v.324, p. 965-976
- Software astronomico Megastar 5.0